# Watkins, Minnesota
Watkins är en ort i Meeker County i Minnesota. Vid 2020 års folkräkning hade Watkins 991 invånare.

## Kända personer från Watkins
- Eugene McCarthy, politiker